# Вода живая. Санкт-Петербургский церковный вестник
«Вода живая. Санкт-Петербургский церковный вестник» — ежемесячный журнал, официальное издание Санкт-Петербургской епархии Русской православной церкви.

## История
Был основан в 2000 году, как возобновление издания журнала «Церковный вестник», выходившего в Российской империи при Санкт-Петербургской духовной академии; до 2005 года назывался «Церковный вестник», с 2005 года — «Санкт-Петербургский церковный вестник», с 2007 года — «Вода живая. Санкт-Петербургский церковный вестник».
Главный редактор — митрополит Санкт-Петербургский и Ладожский Варсонофий; ответственный редактор — председатель информационного отдела Санкт-Петербургской епархии протоиерей Александр Сорокин. В 2009—2015 годах шеф-редактором издания являлась Анна Ершова, ранее работавшая главным редактором Санкт-Петербургского представительства журнала «Фома».
Дважды в год под эгидой журнала проходит богословская конференция — Феофорум.
С сентября 2011 года журнал участвует в инициативе «Журнал „Вода живая“ — приходам Санкт-Петербургской Епархии».
В журнале печатается хроника епархиальной жизни, богословские статьи, а также материалы о людях, приходах, о православной культуре и её традициях, о современной христианской миссии.